# Henry Tandey
Henry Tandey (Leamington, 30 de agosto de 1891 – Coventry, 20 de dezembro de 1977) foi um militar inglês que recebeu diversas condecorações por sua bravura durante a primeira guerra mundial, no entanto, mais conhecido por ser o homem que durante a Primeira Guerra, possivelmente, poupou a vida do então soldado e futuro Führer da Alemanha Nazi Adolf Hitler.

## Vida pessoal e militar
Henry foi filho de um ex-soldado, James Tandey, e passou a maior parte de sua infância vivendo em um orfanato. Mais tarde foi trabalhar de atendente em um hotel na cidade de Leamington, todo esse período de sua vida foi vivido durante 19 anos até se alistar no serviço militar.

### Serviço militar
Henry se alista ao serviço militar britânico, sendo a partir de agosto de 1910 ele começa sua vida militar, juntando-se ao Green Howards. Antes da eclosão da primeira guerra mundial ele serviu no 2 º Batalhão na África do Sul e em Guernsey, sendo posteriormente durante a Guerra das Guerras ferido 3 vezes, Primeira Batalha de Ypres, outubro de 1914, na Batalha do Somme, 1916, ferido na perna, recebendo alta foi para o 9 º batalhão, em Flandres, sendo ferido novamente durante a Terceira Batalha de Ypres, novembro de 1917. Em 1918 Henry foi para o 12 º Batalhão na França, batalhão dissolvido no mesmo ano, posteriormente ele foi associado ao 5th Duke of Wellington Regiment, no qual ficou entre 26 de julho a 4 de outubro de 1918. Nesse regimento foi agraciado com a mais alta honraria militar a Cruz Vitória, por sua bravura em combate na comuna francesa de Marcoing em 28 de setembro de 1918.

### Incidente Adolf Hitler
Em 28 de setembro de 1918, com a primeira guerra quase no fim, em Marcoing, na França, houve um confronto entre britânicos e alemães, com vitoria britânica. Adolf Hitler declarou repetidamente recordar-se de um episódio em que, com a retirada das tropas alemãs ele se encontra com um soldado inimigo, Henry Tandey, que lhe aponta a sua arma. Entretanto, com sua compaixão Tandey não atira no homem, que estava ferido e desarmado, com isso o soldado germânico assentiu em agradecimento depois desapareceu. Consequentemente, nessa ocasião, alegadamente Henry Tandey teria acabado de deixar escapar Adolf Hitler. 
No entanto, o historiador David Johnson, na sua biografia de Tandey publicada em 2012, One Soldier And Hitler, 1918, defende que esta estória serviria somente para Hitler se associar à lenda do condecorado herói inglês, uma vez que não seria possível que os dois se encontrassem imediatamente após Hitler voltar de licença, quando as unidades de Tandey e de Hitler estavam posicionadas a 80 km uma da outra. O próprio Tandey nunca reconheceu Hitler como um dos 28 homens que havia poupado.

### Acontecimentos posteriores
Com a visita do então primeiro-ministro britânico, Neville Chamberlain, à Alemanha, na sua tentativa frustrada de evitar uma guerra na Europa é levado para casa-refúgio de Hitler, Berghof. Nessa oportunidade, Chamberlain observa um quadro, do artista italiano Fortunino Matania, no qual retrata um soldado carregando um camarada, que é reconhecido por ele como sendo Henry Tandey, nesse ensejo Hitler afirma que aquele soldado poupou a sua vida naquela batalha na França. Esse quadro que se encontrava no retiro de Hitler foi encomendado por ele, facto que foi confirmado pelo museu Green Howards.

## Morte
Henry Tandey morreu em 20 de dezembro de 1977 aos 86 anos. Foi enterrado no cemitério francês de Marcoing. Tendey foi casado duas vezes e nunca teve filhos.

## Ligações Externas
- history.com Soldado britânico supostamente poupa a vida de um Adolf Hitler ferido (em inglês)
- bbc.com (em inglês)
- express.co.uk (em inglês)
- mirror.co.uk (em inglês)
- O soldado Birmingham que teve Hitler em sua mira na 1 ª Guerra Mundial ... e, em seguida, deixá-lo ir.(em inglês)